# トキタサトシ
トキタ サトシ（1974年3月21日 - ）は、日本の作曲家・編曲家・音楽プロデューサー・レコーディング・エンジニア・PAエンジニア、音楽ユニットu-lalaのボーカリスト・ギタリスト。富山県高岡市出身。株式会社ワントラップ所属。

## 提供作品
- SCANDAL「DOLL」 作曲
- flumpool
  - 「Over the rain 〜ひかりの橋〜」 作曲
  - 「388859 」 編曲